# Algèbre commutative
Pour les articles homonymes, voir Algèbre (homonymie).

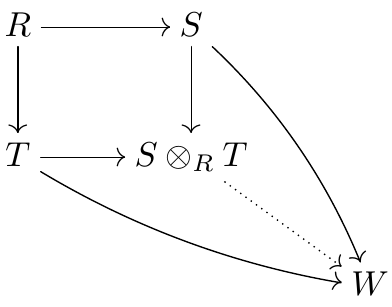
Propriété universelle du produit tensoriel de deux anneaux commutatifs

En algèbre générale, l’algèbre commutative est la branche des mathématiques qui étudie les anneaux commutatifs, leurs idéaux, les modules et les algèbres. Elle est fondamentale pour la géométrie algébrique et pour la théorie algébrique des nombres.
David Hilbert est considéré comme le véritable fondateur de cette discipline appelée initialement la « théorie des idéaux ». Beaucoup supposent qu’il aurait pensé cette théorie comme une approche visant à remplacer la théorie des fonctions complexes. L’aspect calculatoire était présenté comme secondaire en laissant une plus grande place aux structures. L’étude des modules, rattachée plus tard à cette théorie sous l’influence d’Emmy Noether, présente sous une certaine forme le travail de Kronecker, et est une amélioration technique dispensant de toujours travailler directement sur le cas particulier des idéaux.
Par rapport à la notion de schéma, l’algèbre commutative peut être considérée comme étant la théorie locale ou la théorie affine de la géométrie algébrique.
L’étude générale des anneaux qui ne sont pas supposés commutatifs est connue sous le nom d’algèbre non commutative ;  elle se prolonge par la théorie des représentations et par d’autres domaines comme celui de la théorie des algèbres de Banach.